# 小行星9907
小行星9907（英語：9907 Oileus）是一颗围绕太阳公转的小行星。1960年9月24日，C. J. 万·豪敦、I. 万·豪敦-格勒内费尔德、T. 赫雷爾斯在帕洛马山发现了此天体。
这颗小行星的绝对星等为263.7239110522905等。小行星9907以希臘神話的人物奧勒烏斯命名。